# Tennessees flagga
Tennessees flagga antogs 1905. Delstatens tre distrikt symboliseras av de tre stjärnorna, men även att Tennessee är den sextonde delstaten i USA, det vill säga den tredje efter de tretton ursprungliga.